# Andrzej Rycak
Andrzej Rycak (ur. 19 czerwca 1970 w Zamościu) – polski piłkarz grający na pozycji napastnika, a później także trener zespołu Hetman Zamość.

## Życiorys
Rycak jest wychowankiem Hetmana Zamość, w którym grał w latach 1986–1992. Później występował także w klubach takich jak: KS Lublinianka, Motor Lublin, Pogoń Szczecin, Odra Opole, Polonia Bay SC San Jose, Hetman, Nord 98 Wysokie i Kryształ Werbkowice, gdzie zakończył karierę w 2005 roku.
Debiut w I lidze zaliczył w barwach Pogoni 30 lipca 1994 w meczu z Górnikiem Zabrze (1-3). W sumie w ekstraklasie wystąpił w 107 meczach, zdobywając 8 goli (w tym jeden prawą nogą).
Na futbolowe boisko w roli zawodnika (podobnie, jak uczynili to inni popularni niegdyś zawodnicy Pogoni Zenon Kasztelan, Mariusz Kuras czy Zbigniew Kozłowski) powrócił na jeden charytatywny występ w meczu w barwach Pogoni Szczecin Nowej – klubu założonego przez kibiców szczecińskiej Pogoni. B-klasowe spotkanie rozegrane zostało w Szczecinie 3 czerwca 2007 a przeciwnikiem szczecińskiej drużyny był Zryw Kretlewo. Andrzej Rycak w ciągu zaledwie dwóch minut zdobył w nim dwa gole. Mecz zakończył się zwycięstwem Pogoni 11:0 (6:0).
W trakcie występów w barwach Pogoni Szczecin otrzymał przydomek „Książę Szczecina”.